# Totonicapán (municipio)
El municipio de Totonicapán, del náhuatl «atotonilco», que significa «en el lugar del agua caliente») es un municipio y cabecera del departamento de Totonicapán, localizado a 201 km de la Ciudad de Guatemala, en Guatemala. La mayoría de la población (98%) pertenece a la etnia quiché y está repartida sobre la cabecera municipal, con 14.524 habitantes en 2002, y las aldeas y caseríos en el área rural.
Durante la época precolombina y durante la época colonial fue parte de la Alcaldía Mayor del mismo nombre, y era sede de la parroquia de San Miguel Totonicapam; cuando el arzobispo Pedro Cortés y Larraz visitó la parroquia en 1770, reportó los abusos y malos tratos de parte del Alcalde Mayor Juan Bacaro que sufrían los indígenas de la localidad y que hacía que muchos abandonaran las parroquias y retornaran a sus creencias ancestrales, que él llamaba «idolatría». En 1820, hacia el final de la colonia, una revuelta indígena contra los tributos excesivos dirigida por Atanasio Tzul se alzó contra las autoridades peninsulares y criollas en Totonicapán y Santa María Chiquimula, pero fue reprimida por milicianos ladinos, principalmente provenientes de San Carlos Sija.
Después de la Independencia de Centroamérica en 1821, la villa de Totonicapán fue parte del departamento Totonicapán/Huehuetenango. y en 1838 fue instrumental para la creación del Estado de Los Altos, el cual fue aprobado por el Congreso de la República Federal de Centro América en ese mismo año. los criollos liberales de la región querían establecer su propio estado con un puerto en Champerico y con la frontera con México, pero manteniendo los impuestos indígenas y las leyes laicas que habían implementado en Guatemala durante el gobierno de Mariano Gálvez y que condujeron al estallido social del campesinado que se alzó contra los «herejes» liberales que habían expulsado a las órdenes monásticas y entablado negocios con los ingleses protestantes. Esto hizo que hubiera constantes revueltas campesinas en Los Altos, y tensión con Guatemala, hasta que las hostilidades estallaron en 1840, y el general conservador mestizo Rafael Carrera recuperó la región para Guatemala.
El departamento de Totonicapán/Huehuetenango permaneció como tal hasta el 12 de agosto de 1872, cuando la Revolución Liberal de 1871 ya había triunfado seis años después de la muerte del general Carrera; en ese fecha el gobierno de facto del presidente provisorio Miguel García Granados creó el nuevo departamento de Quiché tomando gran parte de los extensos territorios de Totonicapán/Huehuetenango y Sololá/Suchitepéquez. Totonicapán pasó así a ser la cabecera del nuevo departamento de Totonicapán.
Durante el gobierno liberal del licenciado Manuel Estrada Cabrera surgió la figura de un nuevo redentor indígena en la villa, pero este fue traicionado y reducido a prisión en donde murió a consecuencia de las torturas recibidas; el nombre de este personaje no se conservó pues su expediente fue confiscado por el presidente y se perdió irremediablemente cuando la población enardecida saqueó la residencia presidencial tras su derrocamiento en 1920.
En el siglo xxi el municipio se incorporó a la Mancomunidad Metrópoli de los Altos, una entidad que involucra a varios municipios de los departamentos de Quetzaltenango y Totonicapán y que promueve el desarrollo sostenible de los mismos a mediano y largo plazo. Luego, en octubre de 2012, miles de personas de los 48 Cantones de Totonicapán realizaban una gigantesca concentración en varios puntos de la carretera Interamericana contra la empresa transnacional ENERGUATE, las reformas a la carrera magisterial y las reformas constitucionales en ese momento impulsadas por el gobierno; pero en la cumbre de Alaska, las fuerzas de seguridad del estado mataron a seis personas de origen k'iche' e hirieron a más de cuarenta. El origen de los disparos no se aclaró y varios militares fueron aprehendidos y quedaron sujetos a proceso, pero el caso no avanzó aunque sí dejó muy mal parado al gobierno del general Otto Pérez Molina, el cual fue finalmente derrocado en 2015, tras conocer el Caso de La Línea.
En el ámbito económico, la mayoría de la población se dedica a la producción agrícola de máiz y frijoles, esencialmente para el autoconsumo, así como la producción artesanal de muebles de madera, tejidos de lana, cerámica, etc.

## Toponimia

### Nombre en castellano
Muchos de los nombres de los municipios y poblados de Guatemala constan de dos partes: el nombre del santo católico que se venera el día en que fueron fundados y una descripción con raíz náhuatl; esto se debe a que las tropas que invadieron la región en la década de 1520 al mando de Pedro de Alvarado estaban compuestas por soldados españoles y por indígenas tlaxcaltecas y cholultecas.
El poblado fue llamado «San Miguel», en honor al Arcángel Miguel; por su parte, el topónimo «Totonicapán» es derivado de las palabras en náhuatl «totonilco» (español: «agua caliente») y «pan» (español: arriba); por lo tanto, Totonicapán significa «arriba en el agua caliente».

### Nombre en k'iche'
Su nombre en el idioma k'iche' es «Chwi meq'ina'» cuyo significado es «sobre el agua caliente».

## Geografía física
Situado en la cordillera de la Sierra Madre, el municipio de Totonicapán tiene una topografía montañosa y quebrada.

### Clima
La Ciudad de Totonicapán está situada en un valle montañoso a una altitud de 2500 m s. n. m. Su clima es frío con una temperatura promedio de 12 °C. La última nevada sobre la Ciudad de Totonicapán ocurrió en enero de 1967.[cita requerida]

### Ubicación geográfica
El municipio se sitúa en la parte sureste del departamento y tiene una extensión territorial de 328 km².
Sus colindancias son:
- Norte: Santa María Chiquimula y Momostenango, municipios del departamento de Totonicapán
- Oeste: Cantel, municipio del departamento de departamento de Quetzaltenango
- Sur: Salcajá, municipio del departamento de Quetzaltenango
- Sureste: Santa Catarina Ixtahuacán, Nahualá y Sololá, municipios del departamento de Sololá

|               | Norte: Santa María Chiquimula Momostenango |                                                   |
| Oeste: Cantel |                                            |                                                   |
|               | Sur: Salcajá                               | Sureste: Santa Catarina Ixtahuacán Nahualá Sololá |

## Gobierno municipal
Los municipios se encuentran regulados en diversas leyes de la República, que establecen su forma de organización, lo relativo a la conformación de sus órganos administrativos y los tributos destinados para los mismos. Aunque se trata de entidades autónomas, se encuentran sujetos a la legislación nacional y las principales leyes que los rigen desde 1985 son:
| N.º | Ley                                                | Descripción |
| --- | -------------------------------------------------- | --- |
| 1   | Constitución Política de la República de Guatemala | Tiene una regulación legal específica para los municipios en los artículos 253 al 262. |
| 2   | Ley Electoral y de Partidos Políticos              | Ley de carácter constitucional aplicable a los municipios en el tema de la conformación de sus autoridades electas. |
| 3   | Código Municipal                                   | Decreto 12-2002 del Congreso de la República de Guatemala. Tiene la categoría de ley ordinaria y contiene preceptos generales aplicables a todos los municipios, e inclusive contiene legislación referente a la creación de los municipios.             |
| 4   | Ley de Servicio Municipal                          | Decreto 1-87 del Congreso de la República de Guatemala. Regula las relaciones entra la municipalidad y los servidores públicos en materia laboral. Tiene su base constitucional en el artículo 262 de la constitución que ordena la emisión de la misma. |
| 5   | Ley General de Descentralización                   | Decreto 14-2002 del Congreso de la República de Guatemala. Regula el deber constitucional del Estado, y por ende del municipio, de promover y aplicar la descentralización y desconcentración económica y administrativa.                                |

El gobierno de los municipios está a cargo de un Concejo Municipal mientras que el código municipal —ley ordinaria que contiene disposiciones que se aplican a todos los municipios— establece que «el concejo municipal es el órgano colegiado superior de deliberación y de decisión de los asuntos municipales […] y tiene su sede en la circunscripción de la cabecera municipal»; el artículo 33 del mencionado código establece que «[le] corresponde con exclusividad al concejo municipal el ejercicio del gobierno del municipio».
El concejo municipal se integra con el alcalde, los síndicos y concejales, electos directamente por sufragio universal y secreto para un período de cuatro años, pudiendo ser reelectos.
Existen también las Alcaldías Auxiliares, los Comités Comunitarios de Desarrollo (COCODE), el Comité Municipal del Desarrollo (COMUDE), las asociaciones culturales y las comisiones de trabajo. Los alcaldes auxiliares son elegidos por las comunidades de acuerdo a sus principios y tradiciones, y se reúnen con el alcalde municipal el primer domingo de cada mes, mientras que los Comités Comunitarios de Desarrollo y el Comité Municipal de Desarrollo organizan y facilitan la participación de las comunidades priorizando necesidades y problemas.
Los alcaldes que ha habido en el municipio han sido:
| Año       | Nombre                                                                      | Obras |
| --------- | --------------------------------------------------------------------------- | --- |
| 1849      | Rafael Espada                                                               | - Escuela de niñas - Portal poniente de la plaza - Mejoras de la vertiente del cantón Chijax - Puente de calicanto sobre calle de los «Holleros» - Estanque del parque de la Parroquia |
| 1850      | Juan B. Yúdice                                                              | |
| 1854      | Mariano Ángel de León                                                       | - Reparación de caminos - Empedrado de la cuesta de Pasiguán - Construcción de mesón para visitantes |
| 1871      | Julián Juárez                                                               | Expulsión de la Compañía de Jesús |
| 1882      | Cruz Camey                                                                  | |
| 1883      | Delfino Córdova                                                             | |
| 1884      | Félix González                                                              | |
| 1885      | Gabriel Pinillos                                                            | - Mercado provisional - Estanque del Calvario - Monumento al general Agustín Guzmán en el parque de San Nicolás |
| 1891      | Antonio Caniz.                                                              | |
| 1902-1984 | *                                                                           | Del año 1902 a 1984 alcalde o Intendentes por número: 1. Delfino Santisteban. Nro. 1, 1902. 2. Manuel Y. Arriola. Nro. 2, 1907. 3. Rafael Santisteban. Nro. 3. 1911. 4. Javier Enrriquez. Nro. 4, 1912/1917, 2 periodos. 5. Manuel R. Espada. Nro. 5, 1922/1927. 2 periodos, construcción del Teatro Municipal. 6. Manuel Augusto Espada. Nro. 6. 7. Víctor Santisteban. Nro. 7. 8. Luis Rodolfo Porras. Nro. 8, 2 periodos. 9. Manuel José González. Nro. 9. 10. Gabriel Arriola Porres. Nro. 10, 2 periodos. 11. Manuel Gálvez. Nro. 11. 12. Francisco E. Bercian. Nro. 12. 13. Juan Florencio Calderon. Nro. 13. 14. Víctor V. González. Nro. 14. 15. Manuel Gálvez. Nro. 15. 16. Quiles Linares. Nro. 16. Intendente Municipal. 17. Max Paiz. Nro. 17. Intendente Municipal. 18. José Ernesto Interiano. Nro. 18. Intendente Municipal. 19. Manuel Arellano. Nro. 19. Intendente Municipal. 20. Ovidio Avedaño. Nro. 20. Intendente Municipal. 21. José Luis Herrera. Nro. 21. Intendente Municipal. 22. Mariano Rosales Ortiz. Nro. 22. Intendente Municipal. 23. Ricardo Rodríguez. Nro. 23. Intendente Municipal. 24. Gabriel Pinillos. Nro. 24. Intendente Municipal. 25. Jacinto Cordova. Nro. 25. 26. Rogelio Gálvez Valle. Nro. 26. 27. Amadeo Rodas. Nro. 27. 28. Jesús Carranza Juárez. Nro. 28, 2 periodos. 29. Enrrique R. Cruz. Nro. 29, 2 periodos. 30. Narciso Chuc Elías. Nro. 30. 31. Miguel Arriola Camey. Nro. 31. 32. Juan Andrés López. Nro. 32. 33. Emilio Calderon. Nro. 33. 34. Haroldo Rosales Álvarez. Nro. 34. 35. Julio Alegría Caniz. Nro. 35. 36. Armando Fuentes Calderon. Nro. 36. 37. Víctor Solís García. Nro. 37. 38. Héctor Urizar Anzueto. Nro. 38. 39. Julio A. Chinchilla Molina. Nro. 39. 40. Daniel Robles. Nro. 40. 41. Efraín Cifuentes Ligorria. Nro. 41. 42. Samuel E. Godinez Díaz. Nro. 42. 43. José Linares García. Nro. 43. Vicealcalde Municipal. 44. Edgar Francisco Vázquez Robles. Nro. 44. Vicealcalde Municipal. 45. Miguel Alberto Carranza Rodríguez. Nro. 45. 46. Pedro Pascual Batz. Nro. 46. |
| 1985      | Víctor Manuel García Rosales                                                | DCG (Nro. 47.) |
| *         | Miguel Fernando Hernández. & Carlos Augusto Herrera. Vicealcalde Municipal. | Nro. 48. y Nro. 49. Tiempo corto de gestión, siendo el oficial 1.º municipal, al abandonar el cargo Miguel Fernando Hernández, por manifestaciones del pueblo debido al cause del agua caliente (guaca), construyéndose los nuevos baños de la actualidad. |
| 1990      | Mario Danilo Amézquita Hernández                                            | DCG (Nro. 50.) |
| 1995      | Rafael Aurelio Alvarado Pacheco                                             | FRG (Nro. 51.) |
| 1999      | Edgar Leonel Arévalo Barrios                                                | FRG |
| 2003      | Miguel Bernardo Chavaloc Tacam                                              | FRG (Nro. 52, 1 periodo.) |
| 2007      | Miguel Bernardo Chavaloc Tacam                                              | FRG (Nro. 52, 2 periodo.) |
| 2011      | Miguel Bernardo Chavaloc Tacam                                              | PP (Nro. 52, 3 periodo.) |
| 2015      | Luis Alfredo Herrera Amado                                                  | LIDER (Nro. 53, 1 periodo.) |
| 2019      | Luis Alfredo Herrera Amado                                                  | UNE (Nro. 53, 2 periodo.) |
| 2023      | Luis Alfredo Herrera Amado                                                  | CABAL (Nro. 53, 3 periodo.) |

## Historia

### Visita del arzobispo Pedro Cortés y Larraz de 1770
Entre 1768 y 1770 el arzobispo Pedro Cortés y Larraz recorrió su diócesis, e indicó que San Miguel Totonicapam pertenecía a «la Octava Provincia, de Totonicapam, a cargo de un Alcalde Mayor, y que tenía once curatos: Jacaltenango, San Cristóbal Totonicapam, Santiago Momostenango, Güegüetenango, Malacatán, Chiantla, Cuilco, Tzulumá, Utzpantán y Nevah».
| Estas son algunas observaciones del arzobispo Cortés y Larraz: - Desde el pueblo de Patzum hasta San Miguel Totonicapam hay veintitrés leguas [...] El asunto de los maltratos que recibían los indios de su Alcalde Mayor, don Juan Bacaro y que en tal situación no podían recibir los cuidados de sus párrocos, corriendo el peligro de volver a su estado primitivo de gentilidad e idolatrías. El mismo asunto se trata en las parroquias de San Cristóbal Totonicapam, Zulumá y Chantla. Al [respecto], el cura de Güegüetenango contesta con evasivas [...] - En el pueblo de San Miguel Totonicapam desheredó un indio rico a su hijo, por haber manifestado que tenía los ídolos en el pedestal de un crucifijo. Así pues, admira que practicara este cura la diligencia que dice en su carta, contra el vicio de la idolatría. Lo cierto es, los dos religiosos que lo acompañaban a los ocho días eran ya difuntos [...] —Descripción geográfico moral de la diócesis de Goathemala, 1770 |

### Levantamiento indígena de 1820

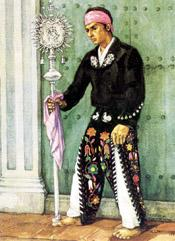
Atanasio Tzul, líder indígena de principios del xix.

En 1820, Atanasio Tzul y Lucas Aguilar encabezaron una alzamiento en contra de las autoridades españolas en Totonicapán. Tzul inició su vida en el plano político en 1813, al ser Principal de la Parcialidad de Linkah. Para 1820, ya era reconocido como representante no oficial de las parcialidades de Linkah, Pachah, Uculjuyub, Chiché y Tinamit. En el mismo año, con la representación antes descrita y ante el interés de su pueblo por acabar con los impuestos eclesiásticos y el tributo, Tzul unió fuerzas con Lucas Aguilar y con el alcalde mayor de Totonicapán, Narciso Mallol. Juntos lucharon en contra del poder de la colonia española, manejada por el capitán general del Reino de Guatemala, el Arzobispo de Guatemala, Ramón Casaus y Torres, la élite ladina local y los caciques de Totonicapán. Los tributos reales habían sido suprimidos en 1811 por las cortes de Cádiz, pero fueron impuestos de nuevo por el rey Fernando VII.
La debilidad política y militar del imperio español, los primeros intentos por una autonomía política y la competencia entre oficiales españoles fueron clave para el éxito del levantamiento. Así, se dio paso al rechazo del tributo, la remoción del Alcalde Mayor, José Manuel Lara de Arrese y la imposición de un gobierno propio.
Al menos durante unos días entre julio y agosto de 1820, Tzul actuó como el representante más destacado del gobierno indígena.
El líder k'iche' sería azotado durante nueve días y encarcelado más tarde en Quetzaltenango, después de que el movimiento sufriera una represión a manos de alrededor de mil milicianos ladinos. En marzo de 1821 fue liberado, después de una manifestación de individuos totonicapenses y de solicitar un indulto.

### Tras la independencia de Centroamérica

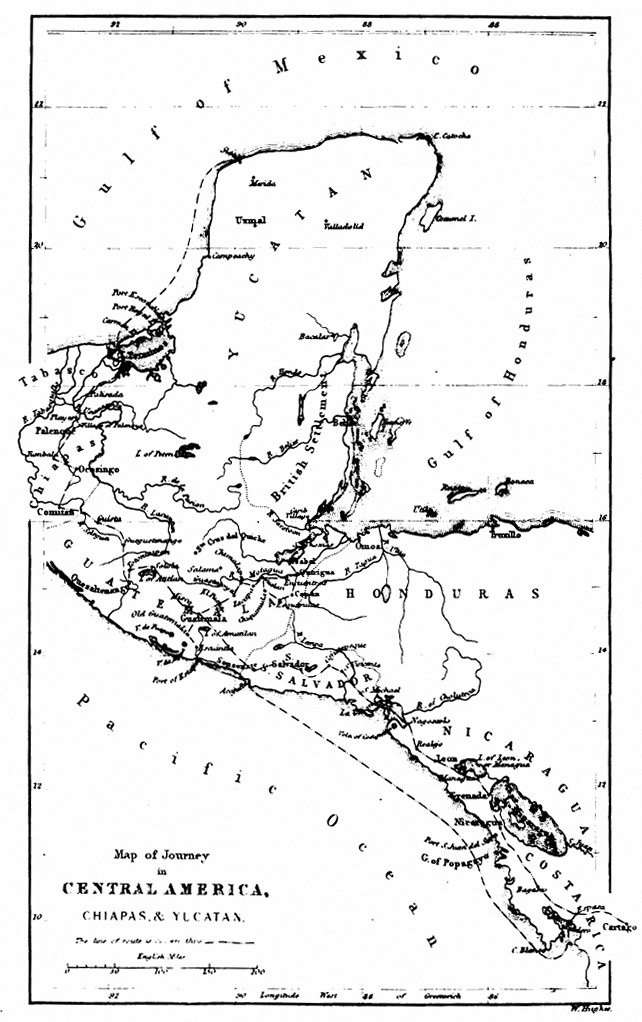
Mapa de Guatemala en 1839, elaborado por el arquitecto británico Frederick Catherwood, quien visitó Guatemala en compañía del explorador estadounidense John Lloyd Stephens en comisión del presidente de los Estados Unidos, Martin Van Buren.

El Estado de Guatemala fue definido de la siguiente forma por la Asamblea Constituyente de dicho estado que emitió la constitución del mismo el 11 de octubre de 1825: «el estado conservará la denominación de Estado de Guatemala y lo forman los pueblos de Guatemala, reunidos en un solo cuerpo. El estado de Guatemala es soberano, independiente y libre en su gobierno y administración interior.» Totonicapam —como se le decía entonces— fue uno de los municipios originales del Estado de Guatemala en 1825; era la cabecera del departamento de Totonicapán/Huehuetenango, el cual incluía a Totonicapam, Momostenango, Nebaj, Huehuetenango, Malacatán, Soloma, Jacaltenango, y Cuilco.
La constitución del Estado de Guatemala promulgada el 11 de octubre de 1825 —y no el 11 de abril de 1836, como numerosos historiadores han reportado incorrectamente — creó los distritos y sus circuitos correspondientes para la administración de justicia según el Código de Lívingston traducido al español por José Francisco Barrundia y Cepeda; Totonicapán fue sede del circuito del mismo nombre en el distrito N.º 9 (Totonicapán); a este circuito pertenecían Salcajá, San Cristóbal, Shejul, Vobos, San Carlos Sija y San Francisco.

### El efímero Estado de Los Altos

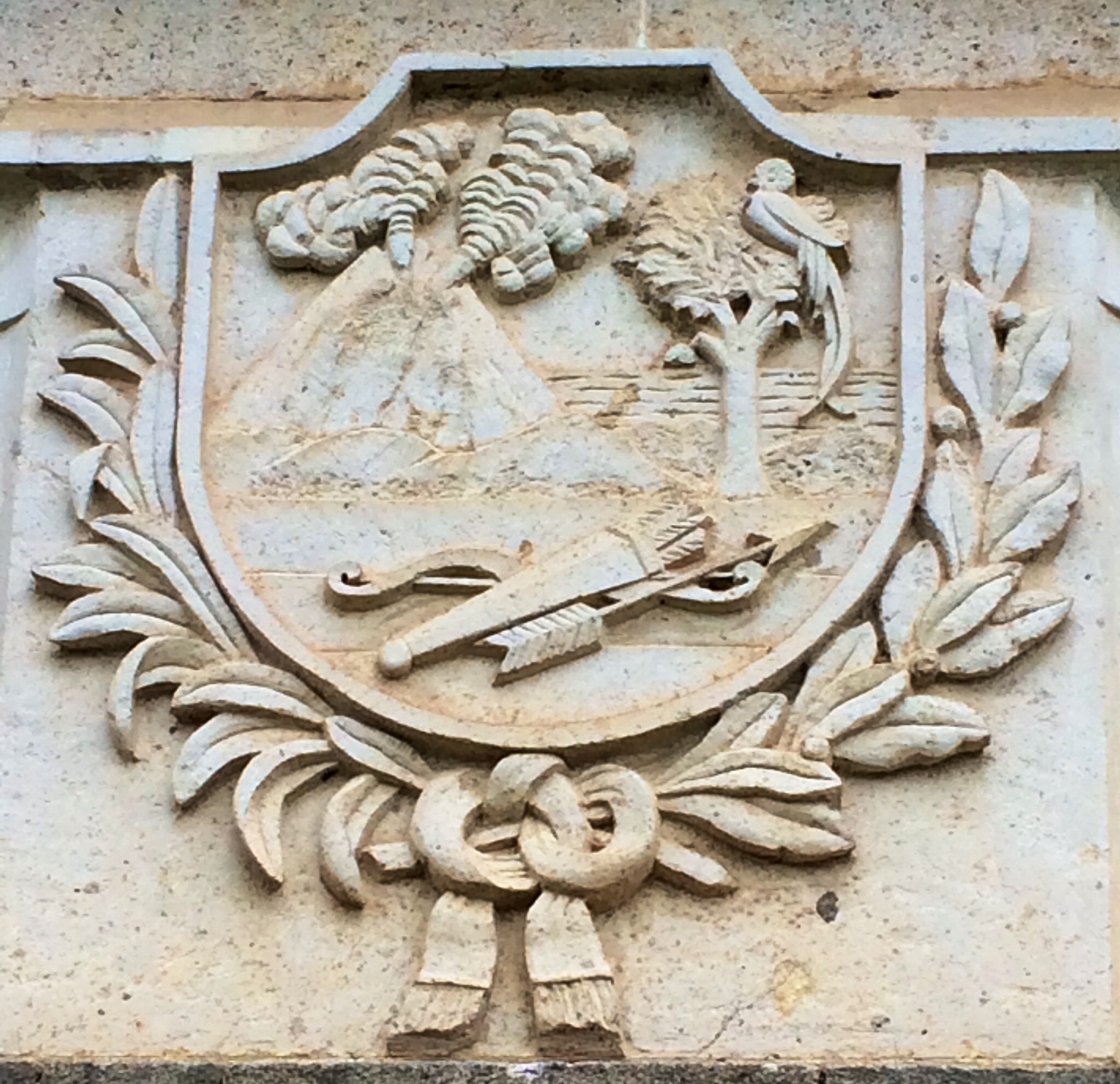
Escudo del Estado de Los Altos.

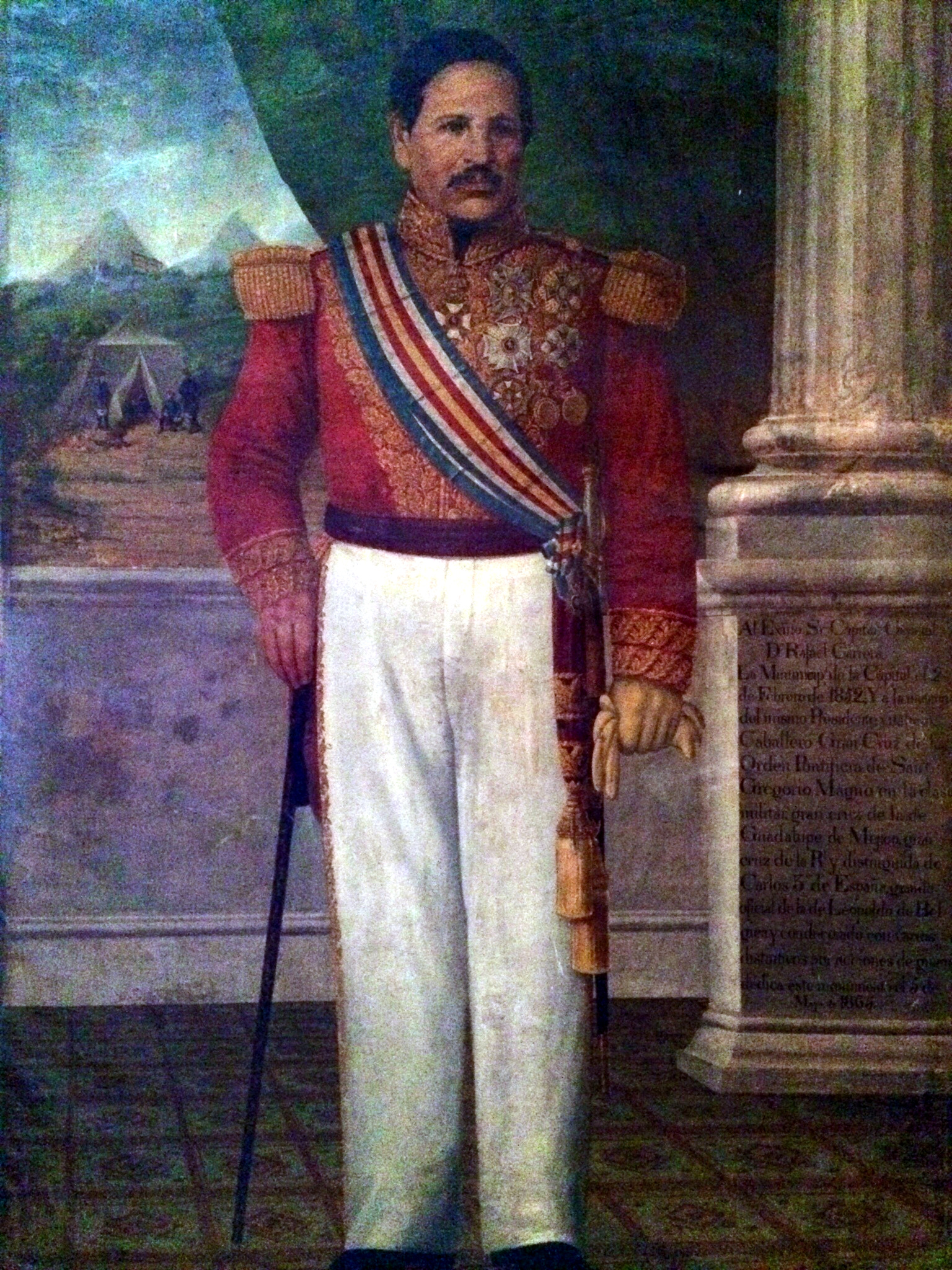
Retrato oficial del capitán general Rafael Carrera con la banda presidencial con los colores de la bandera de Guatemala instituida en 1858. En 1840 retomó por la fuerza el Estado de los Altos al que pertenecía Totonicapán y derrotó al presidente de la República Federal de Centro América, el general hondureño Francisco Morazán.

La región occidental de la actual Guatemala había mostrado intenciones de obtener mayor autonomía con respecto a las autoridades de la ciudad de Guatemala desde la época colonial, pues los criollos de la localidad consideraban que los criollos capitalinos que tenían el monopolio comercial con España no les daban un trato justo. Así, su representante en las Cortes de Cádiz solicitó la creación de una intendencia en Los Altos, gobernada por autoridades propias. El advenimiento de la independencia de América Central de alguna manera canceló esta posibilidad, pero el separatismo de los altenses perduró. Tras la disolución del Primer Imperio Mexicano y la consecuente separación de las Provincias Unidas del Centro de América, Los Altos continuó buscando su separación de Guatemala. Hubo dos condiciones que fueron favorables a las pretensiones de la élite criolla altense: la creación de un marco legal en la constitución centroamericana para la formación de nuevos estados dentro del territorio de la república y la llegada al gobierno de los federalistas liberales, encabezados por Francisco Morazán. El área de Los Altos, que incluía a Totonicapán estaba poblada mayoritariamente por indígenas, quienes habían mantenido sus tradiciones ancestrales y sus tierras en el frío altiplano del oeste guatemalteco. Durante toda la época colonial habían existido revueltas en contra del gobierno español. Luego de la independencia, los mestizos y criollos locales favorecieron al partido liberal, en tanto que la mayoría indígena era partidaria de la Iglesia Católica y, por ende, conservadora.
El 25 de diciembre de 1838 el congreso de la República Federal de Centro América autorizó la creación del Estado de Los Altos, y la primera Asamblea Constituyente se estableció en la ciudad de Totonicapán; tras el nombramiento de Marcelo Molina y del general mexicano Agustín Guzmán como primer y segundo jefe del Estado, respectivamente, el 15 de enero de 1839 se decidió que las autoridades del Estado se trasladaran a Quetzaltenango.
Pero las revueltas indígenas en el Estado de Los Altos fueron constantes por el maltrato de los criollos liberales y alcanzaron su punto crítico el 1.º de octubre de 1839, cuando hubo una sublevación en Santa Catarina Ixtahuacán, Sololá, por el incremento del impuesto indígena. Cuando tropas altenses reprimieron la sublevación y mataron a cuarenta vecinos, los indígenas encolerizados acudieron al caudillo conservador Rafael Carrera, en busca de protección; se dice que uno de ellos llevó la cabeza de su hijo muerto como prueba de la tiranía del jefe de Estado Molina. Por otra parte, en octubre de 1839 la tensión comercial entre Guatemala y Los Altos dio paso a movimientos militares; hubo rumores de que el general Agustín Guzmán estaba organizando un ejército en Sololá con la intención de invadir Guatemala, lo que puso a ésta en máxima alerta.

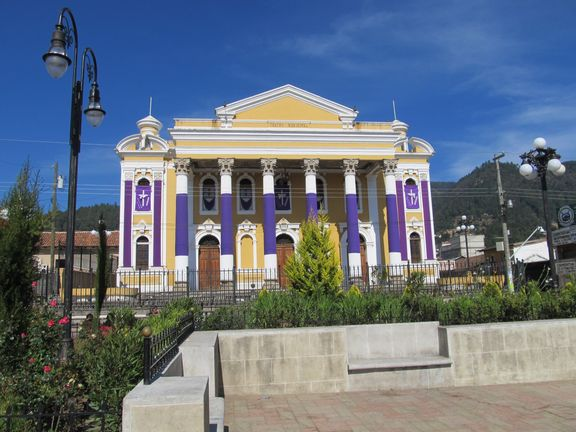
Teatro Municipal de Totonicapán en 2012.

Tras algunas escaramuzas, los ejércitos se enfrentaron en Sololá el 25 de enero de 1840; Carrera venció a las fuerzas del general Agustín Guzmán e incluso apresó a este mientras que el general Doroteo Monterrosa venció a las fuerzas altenses del coronel Antonio Corzo el 28 de enero. El gobierno quetzalteco colapsó entonces, pues aparte de las derrotas militares, los poblados indígenas -incluyendo a los de Totonicapán- abrazaron la causa conservadora de inmediato; al entrar a Quetzaltenango al frente de dos mil hombres, Carrera fue recibido por una gran multitud que lo saludaba como su «libertador».
Carrera impuso un régimen duro y hostil para los liberales altenses, pero bondadoso para los indígenas de la región —derogando el impuesto personal— y para los eclesiásticos restituyendo los privilegios de la religión católica; llamando a todos los miembros del cabildo criollo les dijo tajantemente que se portaba bondadoso con ellos por ser la primera vez que lo desafiaban, pero que no tendría piedad si había una segunda vez. El general Guzmán, y el jefe del Estado de Los Altos, Marcelo Molina, fueron enviados a la capital de Guatemala, en donde fueron exhibidos como trofeos de guerra durante un destile triunfal el 17 de febrero de 1840; en el caso de Guzmán, engrilletado, con heridas aún sangrantes, y montado en una mula. El 26 de febrero de 1840 el gobierno de Guatemala colocó a Los Altos bajo su autoridad y el 13 de agosto de nombró al corregidor de la región, el cual servía también como comandante general del ejército y superintendente.

### Tras la Reforma Liberal de 1871
Luego de la Reforma Liberal de 1871, el gobierno de facto del presidente provisiorio Miguel García Granados dispuso crear el departamento de Quiché para mejorar la administración territorial de la República dada la enorme extensión del territorio de los departamentos de Totonicapán/Huehuetenango y de Sololá/Suchitepéquez. De esta cuenta, el 12 de agosto de 1872 el departamento de Sololá/Suchitepéuez perdió sus distritos de Suchitepéquez, de la Sierra y de Quiché y Totonicapán pasó a ser la cabecera del nuevo departamento de Totonicapán, San Cristóbal, San Andrés Xecul, San Francisco El Alto, San Carlos Sija, San Antonio Sija, San Bartolo Agua Caliente, Calel, Momostenango, Santa María Chiquimula, San Antonio Ilotenango, Nagualá y Santo Tomás Perdido, en la costa de Suchitepéquez.

### Organización de los 48 cantones de Totonicapán

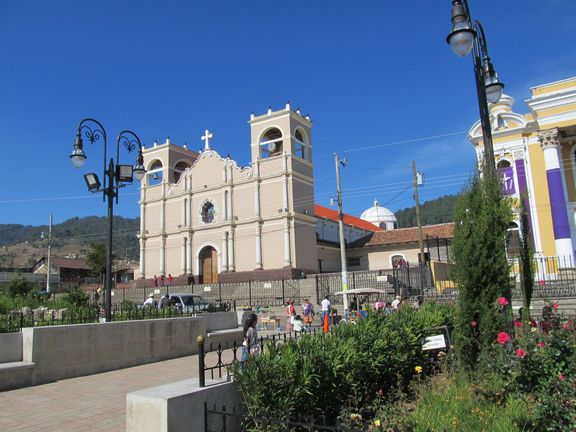
Plaza Central de Totonicapán en 2012.

En el siglo xix se establecieron las corporaciones municipales de corte segmentario y reemplazaron a las k'iche's en Totonicapán. A partir de entonces la municipalidad indígena quedó delegada a segunda instancia, a través del regidor cuarto. Sin embargo, aunque en la cabecera gubernamental la municipalidad ordena la vida política junto con las demás instancias gubernamentales, los alcaldes auxiliares son la instancia en la cual los «cantones» y «parajes» canalizan sus inquietudes para solicitar financiamiento a obras públicas y asesoría administrativa o legal. El alcalde indígena o regidor cuarto -fundamentalmente k'iche'-, cumple su función como intermediador entre la municipalidad de Totonicapán y los alcaldes auxiliares de los 48 Cantones.
Desde entonces, la asamblea de Alcaldes Comunales y su Junta Directiva de los 48 Cantones de Totonicapán, constituyen la institución de mayor representatividad y legitimidad del pueblo de Totonicapán, dada su historia y estructura. Su asamblea la forma toda la población de las comunidades rurales y urbanas del municipio y su objetivo fundamental se concentra en velar y defender los intereses colectivos del pueblo de Totonicapán. Así pues, la organización de cada cantón en Totonicapán se estructura fundamentalmente en dos principios:
1. Una ideología político-social desde la cosmovisión maya, cuyo impacto es tan fuerte que tiene reconocimiento legal a nivel nacional e internacional a través del convenio 169 y la Constitución política de la República.
2. Una estructura política social en apego a los tres poderes del estado de Guatemala. Ahora bien, aunque ambas estructura se respetan dentro de los cantones, según la ideología del pueblo se respeta más la Junta Directiva.[50]

Las actividades que realizan los 48 cantones son cinco: primero está la actividad jurídica, ya que es considerada como la base para la resolución de conflictos, atender denuncias y poner en práctica el derecho consuetudinario. En segundo lugar está la administrativa, la cual vela por el patrimonio de la comunidad y del pueblo de Totonicapán y del bienestar común de la población; y luego, en tercer lugar está la actividad social, que atiende todas las formas de la organización de la comunidad, prioriza en programas de salud, educación y seguridad. Por último están las actividades política y cultural, que mantienen la organización de la comunidad, transmiten información en temas que benefician o que perjudican a la comunidad y consensúan la toma de decisión, conservando las prácticas ancestrales del sistema jurídico, social y político de la cultura precolombina.
Históricamente, la estructura de los 48 cantones tiene acciones de levantamientos históricos que surgen de la rebelión de Atanasio Tzul en 1820; han realizado convocatorias que culminan en bloqueos de carreteras y manifestaciones, defendiendo los intereses del pueblo k'iche' desde una filosofía basada en tres aspectos: Cosmos, Naturaleza y persona.

### El redentor indígena de Totonicapán
En julio de 1905 surgió un líder indígena en Chitamango, cuyo movimiento creció considerablemente, pero el 23 de julio un delator los denunció ante el jefe político de Totonicapán, David Camey. Este tomó las debidas precauciones, y para el 26 ya habían batido cruelmente a los indígenas y apresado al redentor, quien fue enviado a prisión, donde soportó torturas y hambre sin lamentarse del dolor físico ni de la traición.
Lamentablemente, el nombre del redentor indígena no quedó registrado, ya que el expediente del caso fue requisado por el presidente de entonces, licenciado Manuel Estrada Cabrera, y almacenado en su residencia de «La Palma», donde se perdió durante el saqueo que se hizo después del derrocamiento del presidente durante la Semana Trágica de 1920.

### SigloXXI: Mancomunidad Metrópoli de Los Altos
Esta entidad se formó en el siglo xxi, cuenta con una extensión territorial de 871.06 km² y está compuesta por una población total de 364,258 habitantes. La Mancomunidad está conformada por los municipios de San Andrés Xecul y Totonicapán en el departamento de Totonicapán y por los municipios de San Carlos Sija, Sibilia, La Esperanza, San Juan Ostuncalco, Quetzaltenango, Zunil y Salcajá en el departamento de Quetzaltenango, los cuales se adhirieron a la entidad voluntariamente. Los municipios son representados a través de sus Consejos Municipales y «promueve el desarrollo local, integral y sostenible de los municipios integrantes mediante la formulación de políticas públicas municipales, planes, programas y proyectos, la ejecución de obras y la prestación eficiente de los servicios de su competencia, en forma individual y conjunta».

### Masacre de la cumbre de Alaska
En octubre de 2012, miles de personas de los 48 Cantones de Totonicapán realizaban una gigantesca concentración en varios puntos de la carretera Interamericana. La Junta Directiva viajó el 4 de octubre a la Ciudad de Guatemala para presionar al gobierno del general retirado Otto Pérez Molina que interviniera en la conflictividad generada por la empresa transnacional ENERGUATE, las reformas a la carrera magisterial y las reformas constitucionales en ese momento impulsadas por el gobierno. Ese mismo día, en la cumbre de Alaska, las fuerzas de seguridad del estado mataron a seis personas de origen k'iche' e hirieron a más de cuarenta, cuando estas formaban parte de la manifestación. El origen de los disparos no se aclaró y varios militares fueron aprehendidos y quedaron sujetos a proceso, pero el caso no avanzó.

### Caso de «La Línea» en Guatemala
A finales de 2014, el gobierno del general retirado Otto Pérez Molina anunció la falta de recursos económicos para satisfacer los servicios públicos esenciales en Guatemala y solicitó que se aprobaran bonos del tesoro para financiar al Estado. Pero luego, el 16 de abril de 2015, la población guatemalteca se enteró de las capturas de una banda de delincuentes integrada por funcionarios y empleados públicos que tenían una red delictiva que se dedicaba a la evasión tributaria y aduanera, denominada «La Línea», que supuestamente se enriquecieron con millones de quetzales que formaban parte del dinero que debería haber ingresado a las arcas del Estado para atender las necesidades de la población.
El 2 de mayo de 2015, la Junta Directiva de Alcaldes comunales de los 48 cantones del municipio de Totonicapán, ante el descubrimiento de la red de delincuentes, y en nombre del pueblo k'iche' de Totonicapán pidió al Congreso de la República:
1. Que le pidieran y luego aceptaran inmediatamente la renuncia del general Otto Fernando Pérez Molina, y de la señora Ingrid Roxana Baldetti Elías;
2. En caso de que el Congreso no pida la renuncia del Presidente y Vicepresidente, que entonces iniciaran y declararan con lugar el antejuicio en contra de ellos para que se les retire la inmunidad y fueran procesados penalmente.
3. Que cualquier miembro de la Junta Directiva del Congreso o Diputado que se opusiera a la petición, que la Corte Suprema de Justicia le iniciara también un antejuicio.
4. Que no se permitiera a ningún diputado ausentarse hasta el 14 de enero de 2016. Si no asistiera, también solicitaron el retiro de su inmunidad a la Corte Suprema de Justicia.[14]

También hicieron peticiones a la Corte Suprema de Justicia, al Ministerio Público y a la Corte de Constitucionalidad, todas tendientes a que se aceptara la renuncia de los gobernantes y se persiguiera a quienes utilizaron la red de contrabando.
Tras no recibir respuesta del Congreso ni de ninguna otra de las entidades, los 48 Cantones de Totonicapán bloquearon el 4 de mayo de 2015, durante seis horas, varios puntos en la ruta Interamericana, en protesta por la corrupción en la Superintendencia de Administración Tributaria (SAT) y por la falta de respuesta del Congreso a sus petiticiones. Pocos días después, la Corte Suprema de Justicia inició el trámite de antejuicio en contra de la vicepresidente Baldetti aunque desestimó el antejuicio en contra del presidente Pérez Molina.

## Telecomunicaciones
En la década de 2010 Totonicapán posee tres canales de televisión por cable: Red25, Canal 4 de Tecnicable y Totovisión, siendo el de mayor audiencia Red25. En 2014 inicia operaciones MASTV canal 26 de Tecnicable.[cita requerida]